# Denkmaltechnischer Assistent
Denkmaltechnischer Assistent (kurz DTA) ist ein Ausbildungsberuf in Deutschland, der sich mit der Denkmalpflege erhaltungswürdiger Bauwerke beschäftigt. Hierfür unterstützt er Fachkräfte der Denkmalpflege und kann beispielsweise in einer Denkmalbehörde angestellt sein. Die Ausbildung qualifiziert für einen beruflichen Einsatz im Bereich der Baudenkmalpflege und Altbauerhaltung. Sie ist ein Bildungsgang mit anerkanntem Berufsabschluss nach Landesrecht.

## Berufsziel
Neben Kenntnissen historischer Bausubstanz und deren Entwicklung werden Bau-, Erfassungs- und Dokumentationstechnik vermittelt. Mögliche Berufsfelder liegen in mit dem Denkmalschutz verbundenen Bereichen von Bauwirtschaft und -Handwerk, in Denkmalbehörden und kirchlichen Bauämtern sowie der allgemeinen Verwaltung. Mit dem Einsatz von DTAs eröffnen sich für Baubetriebe neue unternehmerische Betätigungs- und Geschäftsfelder.
Da in dieser Ausbildung das Bewusstsein für die Mitverantwortlichkeit bei der Erhaltung historischer Bausubstanz besonders entwickelt wird, fördert dies den sorgfältigen Umgang mit wertvollen Kulturgütern. Die vermittelten Kenntnisse und Fähigkeiten ermöglichen eigenverantwortliches Arbeiten und Teamfähigkeit im Beruf.

## Aufgaben
Durch die Ausbildung zum Denkmaltechnischen Assistenten erlangen die Absolventen auf dem Gebiet der denkmalpflegerischen und der bausanierungstechnischen Maßnahmen eine deutlich höhere Kompetenz, als dies bei der dualen Berufsausbildung in den klassischen bautechnischen Berufen möglich ist. Vielfältige Einsatzgebiete erschließen sich dadurch dem Assistenten.
Da DTAs in der Praxis Detailarbeiten bei der Vorbereitung und Durchführung von Restaurierungsarbeiten eigenverantwortlich übernehmen, unterstützen und entlasten sie Denkmalpfleger, Ingenieure, Architekten und Handwerker. Arbeitsergebnisse werden von ihnen ausgewertet und protokolliert, Statistiken und Tabellen zur Arbeitsausführung werden erstellt und Werkstattzeichnungen sowie grafische Darstellungen über Arbeitsabläufe angefertigt. Sie übernehmen rechnerische und organisatorische Aufgaben bei Ausschreibungen und Abrechnungen der Bauvorhaben. Die Assistenten sind mit der elektronischen Datenerfassung und -auswertung sowie der Anwendung berufsrelevanter Computerprogramme ebenso vertraut, wie mit den Belangen der vorbereitenden Arbeitssicherheit.

## Ausbildungsdauer und -inhalte
Voraussetzung zum Antritt der Ausbildung ist ein mittlerer Berufsabschluss oder ein als gleichwertig oder höher anerkannter schulischer Abschluss. Die Dauer einer Ausbildung beträgt je nach Ausbildungsort und -struktur zwei oder drei Jahre.
Berufsübergreifende Fächer: Deutsch, Mathematik, Englisch, Physik, Chemie, Wirtschafts- und Sozialkunde, Religionsgeschichte, Sport.
Berufsbezogene Inhalte: Analyse, Baugeschichte, Bauchemie, Bauphysik, Bautechnik, Dokumentationstechnik, technische Mathematik.
Die fachtheoretischen Fächer werden mit Praktika unterstützt und intensiviert. Zur praktischen Ausbildung gehören folgende Felder:
1. Baumaterialien, Arbeitsstoffe, Arbeitstechniken
2. Vermessungstechnik, Bauaufnahme, Dokumentation
3. Bauuntersuchung, Schadensanalyse und -dokumentation
4. Projektierung von Sanierungs-, Nutzungs- und Finanzierungskonzepten

## Abschluss
Zum Abschluss der Ausbildung muss eine Prüfung mit Charakter einer staatlichen Prüfung erfolgreich absolviert werden. Diese Abschlussprüfung selbst kann aus mündlichen, schriftlichen und praktischen Teilen bestehen und wird nach landesrechtlichen Regelungen durchgeführt. Mit Abschluss kann, entsprechend den Regelungen des Landes, zusätzlich zum „Staatlich geprüften Denkmaltechnischen Assistenten“ die Fachhochschulreife erworben werden.

## Ausbildungsorte
In Deutschland wird die Ausbildung von folgenden Einrichtungen angeboten:
- Börde-Berufskolleg des Kreises Soest in Soest[3]. Dieser Bildungsgang findet im Juni 2020 sein Ende und wird nicht weiter angeboten.
- Eduard-Maurer-Oberstufenzentrum in Hennigsdorf (bei Berlin)[4]
- Felix-Fechenbach-Berufskolleg des Kreises Lippe in Detmold[5]
- Knobelsdorff-Schule Oberstufenzentrum Bautechnik I in Berlin-Spandau
- Konrad-Wachsmann-Oberstufenzentrum II in Frankfurt/Oder
- Oberstufenzentrum Elbe-Elster am Schulstandort Herzberg[6]
- Oberstufenzentrum OSZ1 Technik Potsdam in Potsdam[7]